# قتيلة بنت الحارث
قُتيلة (بضم القاف) بنت الحارث بن كلدة بن علقمة بن عبد مناف بن عبد الدار بن قصي. العبدرية القرشية، ويُقال الحارث بن علقمة بن كلدة بن عبد مناف. أسلمت وتوفيت في خلافة عمر بن الخطاب.
هي أخت النضر بن الحارث، وقيل بنته، وقد قتُل في غزوة بدر بعد أسره، وكان في جانب المشركين، فرثته بقصيدة تقول:
فقيل أن النبي محمد حين سمع شعرها قال ما معناه :«لو بلغني هذا قبل قتله لمننت عليه».
هناك من يشكك في أنها أسلمت، وفي صحة الأبيات المذكورة أعلاه.